# قطاعة ورق

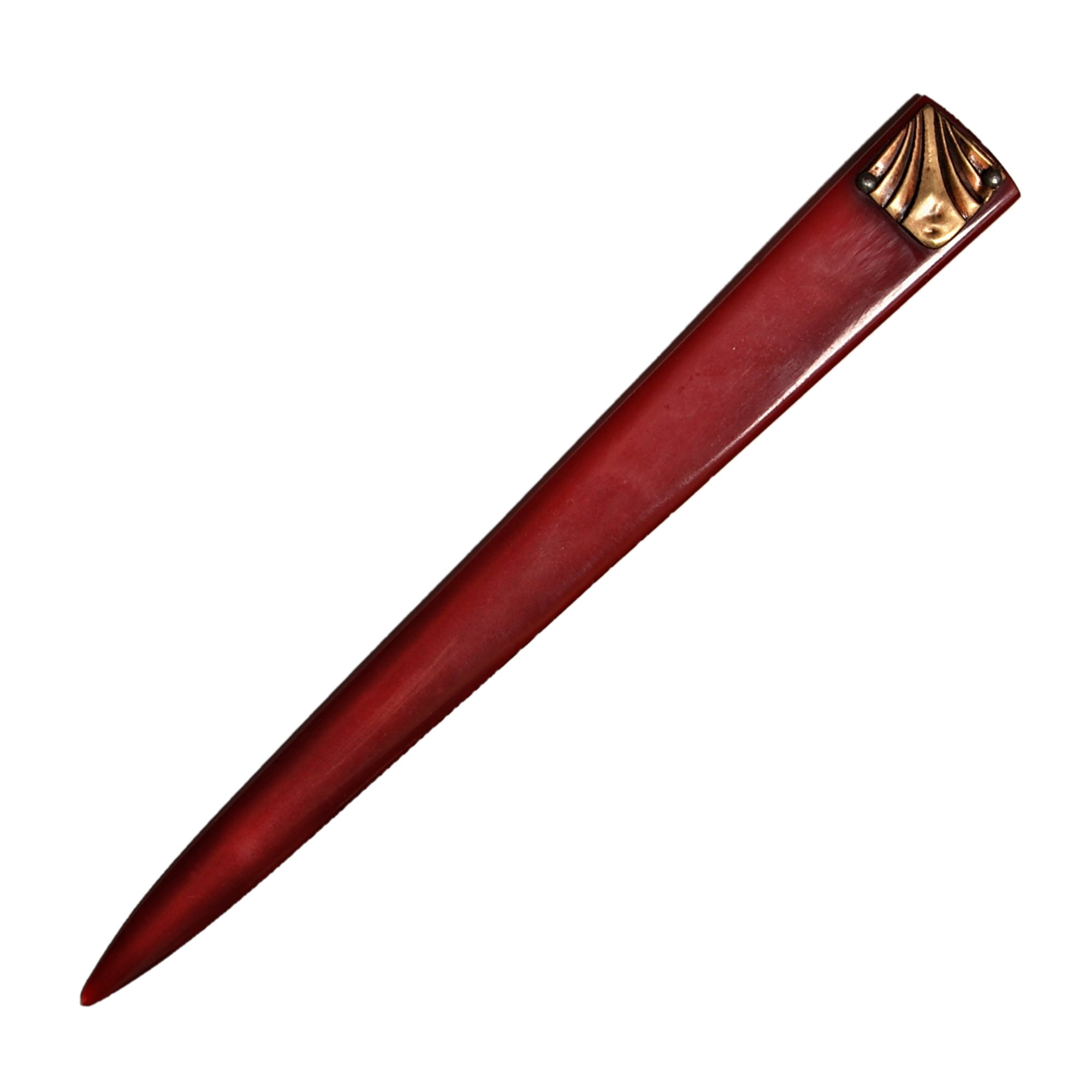
قطاعة ورق من الباكليت

قطاعة الورق أو مقطع الورق أو سكين الورق و مِفتح أو فتاحة الرسائل أسماء تشير إلى أداة مكتب تشبه السكين. هي في الواقع مخصصة لوظائف مختلفة وكانت قيد الاستخدام في أوقات مختلفة. يُفتح بها الرسائل والصحائف.